# Leda Milewa

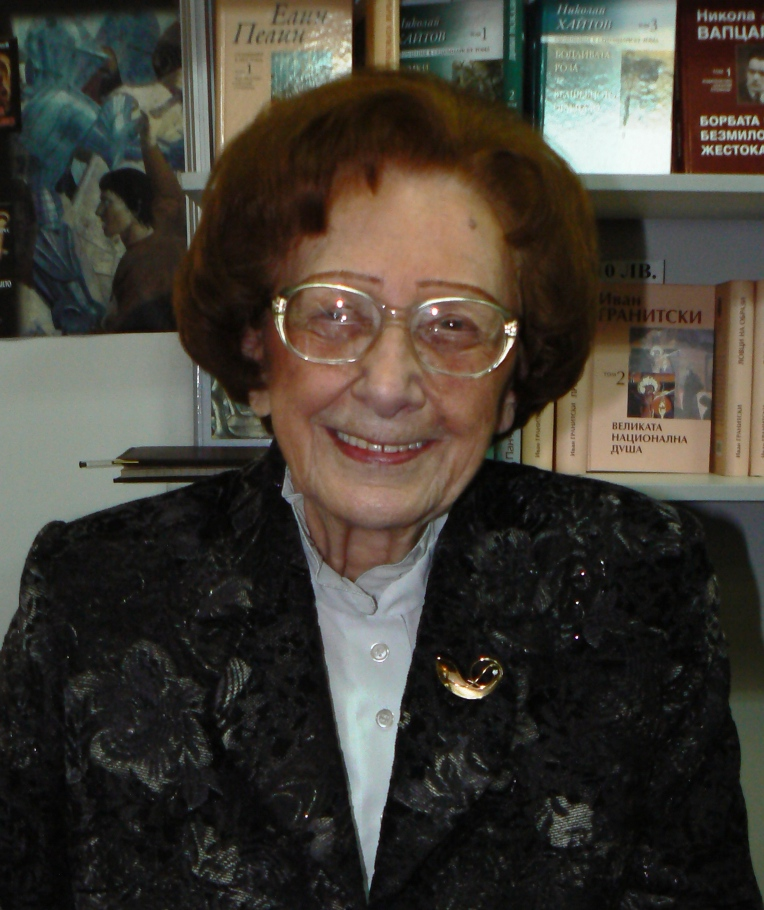
Leda Milewa 2010

Leda Milewa (bulgarisch Леда Милева; 5. Februar 1920 in Sofia – 5. Februar 2013) war eine bulgarische Schriftstellerin, Übersetzerin, Journalistin, Herausgeberin und Diplomatin. 

## Leben
Leda Milewa ist die Tochter des Dichters Geo Milew. Sie besuchte das American College in Bulgarien und im Anschluss an die Universität Sofia, wo sie Jura studierte. Ihre journalistische Tätigkeit nahm sie nach dem Zweiten Weltkrieg zunächst bei Radio Sofia auf, wo sie das Ressort Kinder- und Jugendsendungen leitete. Darüber hinaus war sie als Herausgeberin der Magazine Pionerska samodejnost und Druschinka tätig. Zusätzlich war sie als Verlagslektorin für die Verlage National Youth und Bulgarian writer tätig. Vier Jahre lang, von 1966 bis 1970, leitete sie das bulgarische nationale Fernsehen als Generaldirektorin. In den folgenden zwei Jahren war sie die stellvertretende Leitung einer Abteilung des bulgarischen Außenministeriums, das sich mit Druck und kulturellen Kooperationen befasste. 1978 wurde sie ständige Vertreterin Bulgariens für die UNESCO in Paris. 
Nach ihrer Rückkehr nach Bulgarien war Leda Milewa Mitglied der siebten, achten und neunten bulgarischen Nationalversammlung. Sie war darüber hinaus zehn Jahre lang Vorsitzende der bulgarischen Übersetzervereinigung, sowie langjährige Leitung des bulgarischen Zweigs von P.E.N.
Sie verfasste über 30 Gedichtbände für Kinder. Als Übersetzerin übertrug sie zeitgenössische amerikanische, britische und afrikanische Gedichte ins Bulgarische. Unter anderem übersetzte sie Texte von Emily Dickinson.

## Ehrungen
Für ihre Verdienste um die Kinder- und Jugendliteratur wurde sie mit dem Konstantin-Konstantinow-Preis geehrt. 2006 erhielt sie den Orden Stara Planina I. Klasse verliehen.